# 松平直致
松平 直致（まつだいら なおむね）は、江戸時代後期の大名。播磨国明石藩第10代（最後）の藩主、知藩事。官位は従四位上・侍従、左兵衛督。直良系越前松平家11代。

## 生涯
嘉永2年（1849年）、9代藩主・松平慶憲の長男として江戸藩邸にて誕生した。母は側室の古満子（小林氏）。幼名は薫次郎。
文久元年（1861年）に元服し、父・慶憲より直致と名付けられる。慶応3年（1867年）、江戸城に初登城するが、15代将軍・徳川慶喜不在のため（慶喜は将軍在任中には江戸にいたことがなかった）、老中・稲葉正邦と面会する。明治元年（1868年）、太政官より従四位上・侍従を叙任、左兵衛督に任官する。この年、自邸の一部を開放し、藩校・敬義館を興す。慶應義塾に学び、明治2年（1869年）、慶憲の隠居に伴い家督を相続する。版籍奉還により知藩事となる。この年、鎮姫と婚姻する。
明治4年7月14日（1871年8月29日）、廃藩置県により明石県が置かれ、知藩事職を免官となる。東京へ移住する。その後、11月2日（12月13日）に明石県は姫路県に併合され、1週間後に姫路県は飾磨県と改称された。明治17年（1884年）4月2日に隠居して弟の直徳が家督を継ぎ、同年6月28日に病没した。

## 系譜
- 父：松平慶憲（1826年 - 1897年）
- 母：古満子 - 小林氏
- 正室：鎮姫 - 岡部長寛娘
- 養子
  - 男子：松平直徳（1869年 - 1931年） - 松平慶憲の次男